# My Bonnie
«My Bonnie» es el nombre de un sencillo (lanzado en 1961), de un álbum (Este álbum, 1962) y de un EP (1963), que fueron lanzado por Tony Sheridan junto con The Beat Brothers, quienes más tarde serían mundialmente conocidos como The Beatles.

## Historia
Sobre la visita de los Beatles primero en Hamburgo , Alemania , en 1960, se encontraron con Rock and Roller de Tony Sheridan, y se hicieron amigos de él. En su segunda visita, en 1961 (ahora menos Stuart Sutcliffe ), The Beatles respaldados por Sheridan en una serie de representaciones teatrales. A veces se dice que el agente alemán Bert Kaempfert de Polydor vio personalmente a Sheridan con The Beatles, pero otros dicen que un amigo de Kaempfert sugirió que los trajesen a hacer algunas grabaciones. De cualquier manera, se produce el material con la ingeniería de Karl Hinze. Mientras que grabaron varias canciones juntos (así como solo), algunos de ellos en realidad lo hicieron en el álbum, con Sheridan regrabaron muchos de ellos. The Beatles son conocidos por aparecer en "My Bonnie" y "The Saints" (este par también fue lanzado como un solo ver, a continuación). La versión de " Swanee River "en el álbum ha dicho a veces que cuentan con The Beatles, sin embargo, que la versión es, de hecho, no se incluyen aquí, y no se sabe si la grabación original todavía existe.
La leyenda dice que, en 1961, Raymond Jones, un joven de Liverpool, hizo una solicitud de una copia de "My Bonnie", el único, que reunió a The Beatles a la atención del entonces récord gerente de la tienda Brian Epstein , y puso en marcha el eventos que lo llevan a convertirse en su mánager. Después de que The Beatles se convirtieron en éxito, las ocho pistas de The Beatles trabajaron en algúnotro material, fueron emitidas en un álbum en 1964 titulado The Beatles' First.

## Lista de canciones

### Lado uno
1. "My Bonnie" (tradicional, organizado por Tony Sheridan)
2. "Skinny Minnie" (Bill Haley, Rusty Keefer, Milt Gabler, Catherine Cafra)
3. "Whole Lotta Shakin' Goin On" (Dave Williams, Sonny David)
4. "I Know Baby" (Sheridan)
5. "You Are My Sunshine" (Jimmie Davis, Charles Mitchell)
6. "Ready Teddy" (Robert Blackwell, John Marascalco)

### Lado dos
1. "The Saints" (James Milton Black, Katharine Purvis)
2. "Hallelujah, I Love Her So" (Ray Charles)
3. "Let's Twist Again" (Kal Mann, Dave Appell, Buchenkamp)
4. "Sweet Georgia Brown" (Bernie, Pinkard, Casey)
5. "Swanee River" (Stephen Foster)
6. "Top Ten Twist" (Homsen, Bones, Sheridan, Lüth)

En 2001, el LP de My Bonnie fue editado en CD por Polydor, con 10 canciones mas:
1. "My Bonnie (introducción en alemán)" (Trad./Sheridan-Bertie)
2. "Ich Lieb' Dich So" (Pomus-Spector-Lueth)
3. "Der Kiss-Me Song" (Warren-Schwabach-Wallnau)
4. "Madison Kid" (C. Thomas)
5. "Let's Dance" (Sheridan-Lee)
6. "Ruby Baby" (Leiber-Stoller)
7. "What'd I Say" (Ray Charles)
8. "Veedeboom Slop Slop" (Johnny Sivo)
9. "Let's Slop" (Sivo-Gleissner)
10. "My Bonnie" (sin introducción)

## Sencillos
My Bonnie (Sencillo)
Las sesiones de grabación con Tony Sheridan dio lugar a una serie de singles, tres de los cuales no fueron liberados hasta que The Beatles se había ganado la fama, y creció el interés en el material inédito.
"My Bonnie"/"los santos" (acreditado a Tony Sheridan y The Beat Brothers) fue lanzado por primera vez en octubre de 1961, y alcanzó el número 5 en el Hit Parade . En el Reino Unido el sencillo fue lanzado el 5 de enero de 1962 (acreditado a Tony Sheridan y The Beatles). En Estados Unidos , la liberación de 4 de abril de 1962 (Decca 31382) fue cancelada, pero cuando el material fue puesto en libertad el 27 de enero de 1964, MGM K-13213 como The Beatles con Tony Sheridan , que llegó al # 26 en la Billboard .
Después de que The Beatles ganaron fama, también " "Ain't She Sweet"/"Nobody's Child", recibió un comunicado, el primero de los cuales incluye sólo The Beatles, mientras que los otros rasgos Sheridan sobre la voz principal. Luego vino "Sweet Georgia Brown"/"Take Out Some Insurance On Me, Baby", en la que a veces se disputó el crédito, ya que no se ha comprobado si The Beatles juegan en esta versión de "Sweet Georgia Brown". Sin embargo, "Take Out Some Insurance On Me, Baby" se sabe que cuentan con The Beatles, y se registró en el mismo período de sesiones como "Ain't She Sweet".
Por último, "Why"/"Cry for a Shadow" fue puesto en libertad, en la que "Why" se llevó a cabo Sheridan, con The Beatles en la copia de seguridad, y "Cry for a Shadow" era de Harrison/Lennon instrumental, el único acreditado de esta manera. Numerosas compilaciones de estas grabaciones tempranas han sido liberados al público, tanto oficial como extraoficialmente, más concluyente de la Bear Family Records box set Beatles Bop – Hamburg Days.

## EP
- Artículo principal: My Bonnie (EP)

My Bonnie fue lanzado como un EP el 12 de julio de 1963 en el Reino Unido por Polydor Records. También lanzado en el Reino Unido ese mismo día por Parlophone era el EP de The Beatles Twist and Shout.

### Lista de canciones
Lado uno
1. "My Bonnie"
2. "Cry for a Shadow"

Lado dos
1. "The Saints"
2. "Why"